# Levan Melkadze
Levan Melkadze (in georgiano ლევან მელქაძე?; 12 dicembre 1979) è un ex calciatore georgiano, di ruolo attaccante.

## Carriera

### Club
Melkadze iniziò la carriera con la maglia dello TSU Tbilisi, per poi vestire quelle di Dinamo Tbilisi, Tbilisi e WIT Georgia. Nel 2001, giocò in prestito al Siena.
Tornò poi a militare con la casacca della Dinamo Tbilisi. Il 31 marzo 2006 firmò un contratto con il Vålerenga. Debuttò nella Tippeligaen il 9 aprile, sostituendo Ardian Gashi nel pareggio a reti inviolate contro l'Odd Grenland. Il 10 maggio giocò la seconda (e ultima) partita in squadra, segnando una tripletta nel successo in trasferta per otto a uno sullo Stange. Nell'estate dello stesso anno, risolse l'accordo con la società.
Giocò poi con le maglie di Shakhter Karagandy e Zest'aponi.
Con il Zest'aponi vince il campionato georgiano 2010-2011.

### Nazionale
Melkadze giocò 5 partite per la Georgia.

## Statistiche

### Cronologia presenze e reti in nazionale
| Cronologia completa delle presenze e delle reti in nazionale ― Georgia | Cronologia completa delle presenze e delle reti in nazionale ― Georgia | Cronologia completa delle presenze e delle reti in nazionale ― Georgia | Cronologia completa delle presenze e delle reti in nazionale ― Georgia | Cronologia completa delle presenze e delle reti in nazionale ― Georgia | Cronologia completa delle presenze e delle reti in nazionale ― Georgia | Cronologia completa delle presenze e delle reti in nazionale ― Georgia | Cronologia completa delle presenze e delle reti in nazionale ― Georgia |
| Data                                                                   | Città                                                                  | In casa                                                                | Risultato                                                              | Ospiti                                                                 | Competizione                                                           | Reti                                                                   | Note                                                                   |
| ---------------------------------------------------------------------- | ---------------------------------------------------------------------- | ---------------------------------------------------------------------- | ---------------------------------------------------------------------- | ---------------------------------------------------------------------- | ---------------------------------------------------------------------- | ---------------------------------------------------------------------- | ---------------------------------------------------------------------- |
| 24-4-2001                                                              | Tbilisi                                                                | Georgia                                                                | 3 – 2                                                                  | Israele                                                                | Amichevole                                                             | -                                                                      | 90’                                                                    |
| 9-5-2001                                                               | Kutaisi                                                                | Georgia                                                                | 1 – 0                                                                  | Azerbaigian                                                            | Amichevole                                                             | -                                                                      | 46’                                                                    |
| 18-2-2004                                                              | Larnaca                                                                | Romania                                                                | 3 – 0                                                                  | Georgia                                                                | Torneo di Cipro 2004 - Quarti di finale                                | -                                                                      | 84’                                                                    |
| 19-2-2004                                                              | Nicosia                                                                | Cipro                                                                  | 3 – 1                                                                  | Georgia                                                                | Torneo di Cipro 2004 - Semifinale 5º posto                             | -                                                                      | 73’                                                                    |
| 21-2-2004                                                              | Nicosia                                                                | Georgia                                                                | 0 – 2                                                                  | Armenia                                                                | Torneo di Cipro 2004 - Gara 7º posto                                   | -                                                                      | 60’                                                                    |
| Totale                                                                 |                                                                        | Presenze                                                               | 5                                                                      |                                                                        | Reti                                                                   | 0                                                                      |                                                                        |

## Palmarès

### Club
- Campionato georgiano di calcio: 1

2010-2011

### Individuale
- Capocannoniere del campionato georgiano: 1

2004-2005 (27 gol)